# Austin Spurs 2017-2018
La stagione 2017-18 degli Austin Spurs fu la 17ª nella NBA D-League per la franchigia.
Gli Austin Spurs vinsero la Southwest Division con un record di 32-18. Nei play-off vinsero la semifinale di conference con i Rio Grande Valley Vipers (1-0), la finale di conference con i South Bay Lakers (1-0), vincendo poi il titolo battendo nella finale i Raptors 905 (2-0).

## Roster
| N° | Naz.                   | Ruolo | Sportivo           | Anno | Alt. | Peso |
| -- | ---------------------- | ----- | ------------------ | ---- | ---- | ---- |
| 3  | Stati Uniti (bandiera) | G     | Brandon Paul       | 1991 | 193  | 91   |
| 4  | Stati Uniti (bandiera) | G     | Derrick White      | 1994 | 193  | 86   |
| 7  | Canada (bandiera)      | G     | Olivier Hanlan     | 1994 | 193  | 86   |
| 8  | Stati Uniti (bandiera) | G     | Jeff Ledbetter     | 1988 | 191  | 88   |
| 10 | Stati Uniti (bandiera) | AC    | Matt Costello      | 1993 | 206  | 111  |
| 14 | Stati Uniti (bandiera) | G     | Nick Johnson       | 1992 | 191  | 91   |
| 15 | Stati Uniti (bandiera) | A     | Jaron Blossomgame  | 1993 | 201  | 100  |
| 17 | Francia (bandiera)     | A     | Livio Jean-Charles | 1993 | 206  | 98   |
| 18 | Stati Uniti (bandiera) | GA    | Jordan Green       | 1993 | 196  | 87   |
| 19 | Stati Uniti (bandiera) | GA    | Tucker Haymond     | 1994 | 198  | 97   |
| 22 | Stati Uniti (bandiera) | A     | Daniel Alexander   | 1991 | 206  | 98   |
| 24 | Stati Uniti (bandiera) | G     | Darrun Hilliard    | 1993 | 198  | 100  |
| 25 | Stati Uniti (bandiera) | A     | Julian Washburn    | 1991 | 203  | 100  |
| 29 | Stati Uniti (bandiera) | G     | Kendal Yancy       | 1994 | 191  | 95   |
| 34 | Lettonia (bandiera)    | A     | Dāvis Bertāns      | 1992 | 208  | 95   |
| 37 | Ghana (bandiera)       | C     | Amida Brimah       | 1989 | 208  | 93   |

## Staff tecnico
- Allenatore: Blake Ahearn
- Vice-allenatori: Petar Božić,  Mitch Johnson, James Singleton